# Сангай (вулкан)
Санга́й (исп. Sangay) — действующий стратовулкан в Эквадоре.
Расположен в Эквадоре, на восточном склоне Анд. Высота над уровнем моря — 5230 м. Вулкан имеет три кратера. Учёные считают что вулкан образовался около 14000 лет назад.
Первое зарегистрированное извержение произошло в 1628 году. Вулкан часто извергается с 1934 года. 20-21 сентября 2020 года произошел ряд крупных извержений, в результате пепел был выброшен на высоту до 12,2 км, также были крупные выбросы лавы.. Последняя активность была зафиксирована с 14 по 20 апреля 2021 года. 
Расположен на территории национального парка Сангай.